# 1. Division (Luxemburg) 1928/29
Die 1. Division 1928/29 war die 19. Spielzeit der höchsten luxemburgischen Fußballliga.
Spora Luxemburg gewann den dritten Titel in der Vereinsgeschichte.

## Abschlusstabelle
| Pl. | Verein                 | Sp. | S | U | N  | Tore    | Quote | Punkte |
| --- | ---------------------- | --- | - | - | -- | ------- | ----- | ------ |
| 1.  | Spora Luxemburg (M, P) | 14  | 7 | 5 | 2  | 042:220 | 1,91  | 19:90  |
| 2.  | Fola Esch              | 14  | 8 | 2 | 4  | 033:320 | 1,03  | 18:10  |
| 3.  | Red Boys Differdingen  | 14  | 6 | 5 | 3  | 033:190 | 1,74  | 17:11  |
| 4.  | Jeunesse Esch          | 14  | 6 | 3 | 5  | 027:270 | 1,00  | 15:13  |
| 5.  | Progrès Niederkorn (N) | 14  | 5 | 4 | 5  | 033:340 | 0,97  | 14:14  |
| 6.  | Red Black Pfaffenthal  | 14  | 4 | 5 | 5  | 020:250 | 0,80  | 13:15  |
| 7.  | AS Differdingen (N)    | 14  | 4 | 3 | 7  | 022:290 | 0,76  | 11:17  |
| 8.  | Stade Düdelingen       | 14  | 1 | 3 | 10 | 019:410 | 0,46  | 05:23  |

| (M) | amtierender Meister             |
| (P) | amtierender Pokalsieger         |
| (N) | Neuaufsteiger aus der Promotion |

### Kreuztabelle
Die Kreuztabelle stellt die Ergebnisse aller Spiele dieser Saison dar. Die Heimmannschaft ist in der linken Spalte, die Gastmannschaft in der oberen Zeile aufgelistet.
| 1928/29               | Spora Luxemburg | Fola Esch | Red Boys Differdingen | JEU | Progrès Niederkorn | RBP | ASD | Stade Düdelingen |
| --------------------- | --------------- | --------- | --------------------- | --- | ------------------ | --- | --- | ---------------- |
| Spora Luxemburg       |                 | 6:1       | 2:2                   | 4:2 | 7:1                | 1:1 | 3:0 | 4:1              |
| Fola Esch             | 3:1             |           | 2:2                   | 3:2 | 4:3                | 1:2 | 4:1 | 3:1              |
| Red Boys Differdingen | 1:1             | 4:0       |                       | 5:2 | 1:3                | 4:0 | 1:1 | 5:1              |
| Jeunesse Esch         | 1:1             | 2:1       | 2:1                   |     | 3:1                | 2:2 | 1:1 | 2:0              |
| Progrès Niederkorn    | 2:4             | 2:2       | 4:3                   | 4:1 |                    | 1:2 | 2:2 | 0:0              |
| Red Black Pfaffenthal | 2:2             | 1:2       | 0:2                   | 1:2 | 2:2                |     | 2:0 | 2:0              |
| AS Differdingen       | 2:4             | 2:3       | 0:1                   | 2:0 | 1:5                | 3:0 |     | 3:1              |
| Stade Düdelingen      | 3:2             | 3:4       | 1:1                   | 1:5 | 2:3                | 3:3 | 2:4 |                  |

- AS Differdingen – Red Black Pfaffenthal wurde mit 3:0 forfait für AS Differdingen gewertet.